# Bernhard Evert
Bernhard Evert (* 12. März 1886; † nach 1927) war ein deutscher Politiker (Zentrum).
Evert war Schlosser im Rheinland und in Westfalen. Er war katholischer Konfession und schloss sich den christlichen Gewerkschaften an. Für diese war er später Gewerkschaftsbeamter in Danzig und Oberschlesien. Nach der Novemberrevolution wurde er Referent für technische Angelegenheiten der Bekleidungsämter im Kriegsministerium. 1919 war er Gesandter der Stadt Danzig bei den Beratungen in Weimar. 1919/20 war er Kartellvorsitzender der christlichen Gewerkschaften in Danzig. 1920 wurde er für das Zentrum als Stadtverordneter in Danzig gewählt. Er wurde vom Generalkommando des 17. Armee-Korps als Leiter der Berufsberatungs- und Arbeitsbeschaffungsstelle der Kriegsgefangenen in Troyl eingesetzt. Ab Februar 1920 war er Leiter der Überwachungsabteilung des Wirtschaftsamtes der Freien Stadt Danzig und Leiter der Kontrollstelle für Seedampferbelieferung im Hafen Neufahrwasser für Lebensmittel.
In der Freien Stadt Danzig war er für das Zentrum 1923 bis 1927 Mitglied im Volkstag.